# Fondo Editorial de la Universidad Nacional Mayor de San Marcos
El Fondo Editorial de la Universidad Nacional Mayor de San Marcos es una división de dicha universidad que se encarga de la producción y difusión de libros y revistas físicos y digitales que ofrezcan nuevos conocimientos para la sociedad global. Estas publicaciones constituyen un pilar clave en la formación y desarrollo de las tradiciones humanísticas y científicas peruanas, y representan el firme compromiso de la Universidad de San Marcos con la cultura y la investigación disciplinaria.
El Fondo Editorial fue creado el 9 de febrero de 1998. Su primer director fue Oswaldo Salaverry García, quien se desempeñó en el cargo hasta 2002. Tuvo como antecedente la Dirección de Publicaciones, la cual funcionó desde mediados del siglo XX. Esta se encargaba de la impresión y distribución de la producción académica de los centros de investigación de las facultades.
En 2002, se funda el Centro de Producción Editorial e Imprenta y se designa a José Carlos Ballón Vargas como su director. Durante su fructífera gestión se crea la colección Clásicos Sanmarquinos y se publican decenas de títulos de gran valor, en alianza con diversas instituciones nacionales e internacionales. Posteriormente, asumen la dirección Gustavo Delgado Matallana (2008-2011) y Patricia Victorio Cánovas (2011-2015). Durante ambas gestiones se pone énfasis en la publicación de libros de medicina, historia de San Marcos y arte. En 2016, en el marco de la transición producto de la nueva Ley Universitaria, Nora Solís Aroni se desempeña en el cargo.
Marcel Velázquez Castro asumió la dirección del Fondo Editorial entre 2017 y 2018. Durante su gestión, se ha culminado el proceso de edición de 24 libros, cuatro de ellos digitales. Además, se han publicado libros con el Fondo Editorial de la Universidad Nacional Pedro Ruiz Gallo y la Universidad Nacional de Trujillo; asimismo, se han celebrado acuerdos editoriales con el Fondo de Cultura Económica y la Biblioteca Nacional del Perú. En 2018, Cristóbal Aljovín de Losada asume la dirección de esta institución por un breve periodo. Desde agosto del mismo año, el Fondo Editorial de la UNMSM viene siendo dirigido por David Velásquez Silva.
Actualmente, el Fondo Editorial pertenece a la Dirección General de Bibliotecas y Publicaciones del Vicerrectorado de Investigación y Posgrado de la UNMSM. Durante todas esas décadas, asumió como tarea la prestación de servicios editoriales correlacionados con la docencia e investigación realizadas en la Universidad Nacional Mayor de San Marcos por intelectuales y académicos de diversas partes del mundo.
Para que un trabajo consiga ser publicado bajo el sello de este Fondo, debe de cumplir con las normas de publicación establecidas para tal caso. Luego de la aprobación del documento, este pasa a un proceso de revisión editorial, impresión y distribución por múltiples canales comerciales, con el fin de divulgar nuevos conocimientos en diversos campos disciplinarios (como literatura, historia, arte, sociología, antropología, arqueología, comunicación, medicina, filosofía, biología, lingüística, derecho, entre otros).